# Olympische Sommerspiele 1976/Teilnehmer (Föderation Arabischer Republiken)
| Gelbes Symbol für Goldmedaillen mit stilisierten Olympischen Ringen | Graues Symbol für Silbermedaillen mit stilisierten Olympischen Ringen | Braundes Symbol für Bronzemedaillen mit stilisierten Olympischen Ringen |
| ------------------------------------------------------------------- | --------------------------------------------------------------------- | ----------------------------------------------------------------------- |
| —                                                                   | —                                                                     | —                                                                       |

Die Föderation Arabischer Republiken nahm an den Olympischen Sommerspielen 1976 in Montreal mit einer Delegation von 26 männlichen Athleten in sieben Wettbewerben in vier Sportarten teil. Ein Medaillengewinn gelang nicht.
Die Delegation war ursprünglich größer, doch Ägypten schloss sich nach drei Wettkampftagen dem Boykott zahlreicher afrikanischer Länder an, die gegen die Teilnahme Neuseelands protestierten. Die neuseeländische Rugby-Union-Nationalmannschaft war vor den Spielen zu einer umstrittenen Südafrika-Tour aufgebrochen und hatte damit gegen das wegen dessen Apartheidspolitik verhängte „Sportembargo“ verstoßen.

## Teilnehmer nach Sportarten

### Basketball
- vom Wettbewerb nach einem Spiel zurückgezogen (Resultate wurden annulliert)
Mohamed Essam Khaled
Fathi Mohamed Kamel
Hamdi El Seoudi
Mohamed Hanafi El Gohari
Ahmed El Saharti
Ismail Mohamed Aly Selim
Osman Hassan Farid
Mohamed Hamdi Osman
Awad Abdel Nabi

### Boxen
- Mohamed Said Abdel Wehab
Halbfliegengewicht: in der 2. Runde ausgeschieden

- Said Ahmed El-Ashry
Fliegengewicht: in der 2. Runde ausgeschieden

- Abdel Nabi El-Sayed Mahran
Bantamgewicht: in der 1. Runde ausgeschieden

### Gewichtheben
- Moustafa Ali Abdel Halim
Fliegengewicht: Wettkampf nicht beendet

- Ahmed Mahmoud Mashall
Bantamgewicht: 14. Platz

### Volleyball
- Wettkampf nicht beendet
Fouad Salam Alam
Gaber Mooti Abou Zeid
Hamid Mohamed Azim
Ibrahim Fakhr El-Din
Samir Loutfi El-Sayed
Attia El-Sayed Aly
Aysir Mohamed El-Zalabani
Mahmoud Mohamed Farag
Ihab Ibrahim Hussein
Azmi Mohamed Megahed
Metwali Mohamed
Mohamed Saleh El-Shikshaki